# Semidalis daqingshana
Semidalis daqingshana är en insektsart som beskrevs av Z.-q. Liu, C.-k. Yang in C. Yang och Liu 1994. Semidalis daqingshana ingår i släktet Semidalis och familjen vaxsländor. Inga underarter finns listade i Catalogue of Life.